# غريب مزرعة (كوهباية الغربي)
غريب مزرعة (بالفارسية: غریب مزرعه) هي قرية تقع في إيران في قسم کوهبایة الغربي الریفي. يقدر عدد سكانها بـ 76 نسمة .